# Oberforstbach
Oberforstbach is een plaats in de Duitse gemeente Aachen, deelstaat Noordrijn-Westfalen, en telt 2600 inwoners (1986).
Oberforstbach ligt ten zuidoosten van het Aachener Wald op een hoogte van ongeveer 280 meter.

## Geschiedenis
Oberforstbach werd voor het eerst vernoemd in 1336. Voor die tijd was er ook al bewoning, en was er sprake van Vorsbach, wat zowel van Froschbach (kikkerbeek) als van Forstbach (bosbeek) zou kunnen zijn afgeleid. Het was bezit van de Abdij van Kornelimünster. In 1802 kwam er een kapel (hulpkerk) en in 1912 werd het een zelfstandige parochie. Tegenwoordig vindt men er de moderne Sint-Rochuskerk.
Oberforstbach behoorde tot de gemeente Walheim, om in 1977 op te gaan in de gemeente Aken, als onderdeel van het stadsdeel Kornelimünster/Walheim.

## Nabijgelegen kernen
Hauset, Lichtenbusch, Schleckheim, Niederforstbach, Kornelimünster